# エルネスト・ボー

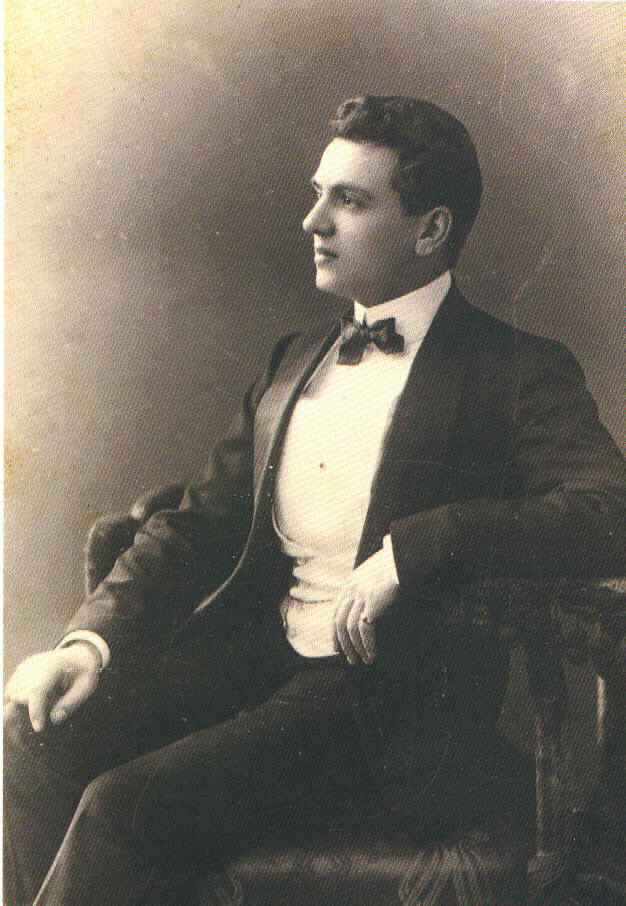
エルネスト・ボー

エルネスト・ボー（Ernest Beaux　1881年12月8日 - 1961年6月9日）は、フランスの調香師である。1921年にシャネルから発売され、現在まで発売され続ける香水「シャネルNo.5」の調香師としてその名を知られている。

## バイオグラフィー

### 生い立ち
1881年、ロシア・モスクワにてフランス人調香師、エドゥアール・ボーの子として生まれる。当時のロシアはブルボン朝の影響のもと、フランス文化が定着しており、フランスとロシアとの合同資本により設立された、ロシア最大の化学企業・化粧品製造企業、アルフォン・ラレー社に石鹸研究室の助手として入社する。その後同社の研究所で、調香の修練を重ねる。一時徴兵により、1900年にロシアを離れ、故国フランスで2年間の兵役に就くも、1902年にはアルフォン・ラレー社へ戻り、調香の腕を買われて、香水の開発に携わることになると共に、1912年には、最初の香水として、1812年のナポレオンによるロシア遠征におけるボロジノの戦いから100周年を記念して、「ブーケ・ド・ナポレオン」を発売。さらに同年当時のロマノフ朝誕生300年を記念してつくられた「ブーケ・ド・キャサリン」をそれぞれアルフォン・ラレー社より発売する。
同年第一次世界大戦の勃発に伴い、ボーは再びロシアを離れ、故国フランスに従軍し、北欧に駐屯する。ここでの駐屯は様々な植物・花がもたらす幻想的な香り、そしてアルフォン・ラレー社で会得したアルデヒドの開発で、ボーの調香技術に大きな影響を与えることになる。

### 帰国後
第一次世界大戦後、アルフォン・ラレー社は1917年にロシア革命の勃発により解体され、残っていたフランス人従業員はフランスに帰国し、1919年にラ・ボッカに研究所を設立する。ボーもフランスに帰国後、この研究所にて職を得ると共に、アルデヒドの実験を再開する。そしてこの過程の中でアルデヒドを元に、長期的に持続する香りを1919年から1920年にかけて開発する。この2つのフレグランスが、のちの「シャネルNo.5」と「シャネルNo.22」の原型となる。

## ココ・シャネルとの出会い
1914年にパリに店を開いたココ・シャネルは、オートクチュールで香水を販売するアイデアを思いつく。これまでとは違う単一型の香りではなく、新たなるフレグランスの販売を望んでいたシャネルは、当時シャネルの恋人であったロシア人貴族・ドミトリー・パブロヴィッチ大公により、ボーを紹介されることになる。
ボーはこれまでにつくりあげた創作品の内、N°1からN°15、N°20からN°24の番号がふられた10本の瓶を試作品として、シャネルのもとに届けた。シャネルはその中から5番目の、過剰なアルデヒドの香水を選んだ。シャネルはそれを選んだ理由として、「その年の5月5日に自身5度目のコレクションがおこなわれることや、5という数字は私にとって好運をもたらすような気がするから、この香水をCHANEL N°5と名づけたい。」と言った。こうして現在まで発売され続ける「CHANEL N°5」は誕生する。発売された当初は知名度こそ低かったものの、のちにシャネルの知人で、香水販売会社を設立するユダヤ人実業家、ポール・ヴェルテメールとピエール・ヴェルテメールによる、ヴェルテメール兄弟の手を通じ、シャネルが名義料を受け取る方式で販売され、現在まで発売され続ける香水としてその名を知られるようになる。

## 名調香師として
翌1922年には「CHANEL N°22」も発売され、更なる評判を呼ぶことになる。その後も1925年には、同じくシャネルから発売された「Gardénia」や、1929年にはシャネルと前出のウェルテメール兄弟により設立されたシャネル・ブルジョワから発売された「Soir Paris」などのフレグランスを開発し、評判を呼んだ。
1961年6月9日、パリのアパートメントで死去。